# 馬永貞 (1972年電影)
《馬永貞》是一部1972年香港武打片，由邵氏公司出品，張徹及鮑學禮聯合執導，陳觀泰主演。影片取材於清末拳師馬永貞之事蹟，並將年代向後推移自民國年間。而自此片起不但掀起黑幫片熱潮，更開創了上海灘爭霸的戲路，後以此為題材之影視作品更層出不窮。
本片之後被翻拍為《馬永貞》（1990年）和《惡戰》（2014年），以及港台電視劇《馬永貞之爭霸上海灘》（1998年）。

## 電影內容
山東青年馬永貞（陳觀泰飾）自幼練得一身好功夫，為謀求生活，隻身來到十里洋場的大上海打拼。由社會低下階層的苦力做起，因緣巧合結識黑幫頭子譚四（姜大衛飾），兩人惺惺相惜，馬永貞更向譚四看齊，暗誓必要獲得如其一般之地位。
後馬永貞於一壺春茶館打去上海另一黑幫老大楊雙（姜南飾）手下惡棍，奪得一壺春一帶之地盤；另外又在楊雙所招之擂台上打倒來自俄國的大力士。自此馬永貞聲名大噪，意氣風發，為擴張地盤更奪去楊雙一處賭館，但此舉卻也使楊雙對其懷恨在心。
為奪取譚四地盤及利益，楊雙與譚四手下勾結，使計將譚四殺害，其後楊雙便將目標放諸馬永貞。而馬永貞在得知譚四為楊雙殺害後，亦決心替譚四報仇，兩人遂約於青蓮閣相見。豈知楊雙早命手下暗伏於青蓮閣，馬永貞不知遭襲，身負重傷，但憑一股勁力，終將楊雙一夥盡數敗於拳下，然而馬永貞卻也氣衰力竭，倒於血泊之中。

## 人物角色
| 角色名稱 | 演員   | 備註                   |
| -------- | ------ | ---------------------- |
| 馬永貞   | 陳觀泰 |                        |
| 金鈴子   | 井莉   |                        |
| 譚四     | 姜大衛 |                        |
| 楊雙     | 姜南   |                        |
| 范阿根   | 馮毅   | 四大天王               |
| 張金發   | 谷峰   | 四大天王               |
| 李財春   | 田青   | 四大天王               |
| 陸浦     | 王清   | 四大天王               |
| 小江北   | 鄭康業 | 馬永貞友人，后回到农村 |
|          | 王钟   | 譚四手下，被楊雙收賣   |
|          | 王光裕 | 譚四手下               |
|          | 陳濠   | 金鈴子四叔             |
|          | 梁尚雲 | 譚四手下，後投馬永貞   |
|          | 唐炎燦 | 譚四手下，後投馬永貞   |
|          | 徐蝦   | 馬永貞友人             |
|          | 黃梅   | 馬永貞友人             |
|          | 沈勞   | 青蓮閣老闆             |
|          | 李文泰 | 小客店老闆             |
|          | 蘆葦   | 馬車匠                 |
| 大力士   | 馬蘭奴 | 俄國大力士             |
|          | 董財寶 | 擂台主持人             |
|          | 黃培基 | 挑戰者                 |
|          | 鄧德祥 | 挑戰者                 |
|          | 任世官 | 挑戰者                 |
|          | 張石庵 | 觀眾                   |
|          | 張作舟 | 觀眾                   |
|          | 曾楚霖 | 觀眾                   |
|          | 西瓜刨 | 觀眾                   |
|          | 袁曼姿 |                        |
|          | 洪玲玲 |                        |
|          | 錢似鶯 |                        |
|          | 何柏光 |                        |
|          | 馮克安 |                        |
|          | 陳全   |                        |
|          | 陳狄克 |                        |
|          | 陳國權 |                        |
|          | 高飛   |                        |
|          | 高雄   |                        |
|          | 袁祥仁 |                        |
|          | 袁和平 |                        |
|          | 袁振洋 |                        |
|          | 袁日初 |                        |
|          | 徐發   |                        |
|          | 黃哈   |                        |
|          | 黃樹棠 |                        |
|          | 周潤堅 |                        |
|          | 尹發   |                        |
|          | 李恆   |                        |
|          | 伍元勳 |                        |
|          | 劉俊輝 |                        |
|          | 戚毅雄 |                        |
|          | 譚寶   |                        |

## 其他製作人員
- 助導：何志強、吳宇森
- 武術指導：唐佳、劉家良、劉家榮、陳全
- 燈光：關英全
- 道具：黎沃、何介夫
- 服裝：李琪
- 錄音：王永華
- 佈景：莊生
- 片頭設計：黃金巴

## 備註
1. 1 2  香港電影票房 1972 〔華語電影〕 的存檔，存档日期2008-08-04.，〈香港電影票房全紀錄〉

## 外部連結
- 香港影庫上《馬永貞》的資料（繁體中文）
- 豆瓣电影上《馬永貞》的資料 （简体中文）
- 时光网上《馬永貞》的資料（简体中文）
- AllMovie上《馬永貞》的资料（英文）
- 爛番茄上《馬永貞》的資料（英文）
- 互联网电影数据库（IMDb）上《馬永貞》的资料（英文）
- The Boxer From Shantung （页面存档备份，存于），〈Hong Kong Cinemagic〉